# Wolfgang Vogelsgesang
Wolfgang Maria Vogelsgesang (* 16. Juni 1932 in Landau in der Pfalz; † 8. April 2000) war ein bayerischer Kommunalpolitiker.

## Leben und Beruf
Wolfgang Vogelsgesang verbrachte den Großteil seines Lebens in München, wo er sich auf vielfache Weise in der Kommunal- und Kulturpolitik engagierte und zahlreiche Ehrenämter bekleidete.
Vogelsgesang heiratete am 1. April 1959 Gisela Mathilde Ruth Pauline Irene Volckamer von Kirchensittenbach (1927–2001), Tochter des Generals Friedrich Jobst Volckamer von Kirchensittenbach (1896–1989). Am 11. Juni 1991 wurde die Ehe geschieden, am 18. Juli 1991 heiratete Vogelsgesang Elke Elisabeth Schmidt (* 1964). Aus erster Ehe stammen drei Söhne und eine Tochter, aus der zweiten Ehe stammt eine weitere Tochter.
Vogelsgesang besuchte nach der Grundschule zunächst ab dem Schuljahr 1943 das Altsprachliche Gymnasium in Landau, das er am 18. Dezember 1947 verließ, um am 1. Januar 1948 eine Lehre als Buchbinder zu beginnen, die er 1951 abschloss. Anfang Oktober 1955 siedelte er nach München über und belegte dort neben der Arbeit als Buchbinder vom 1. Oktober 1955 bis 16. Juli 1956 in Trimestern Abendkurse an der Meisterschule für Buchbinder bei der Akademie für das Graphische Gewerbe in München unter Professor Fritz Wiese. Im Anschluss besuchte er von September 1957 bis Juli 1958 die handwerklichen Vollsemester und gründete den Verein ehemaliger Buchbinder-Meisterschüler. Am 11. Juli 1958 legte er die Meisterprüfung ab, war von 1979 bis 1990 im Vorstand der Buchbinderinnung München-Oberbayern und 1979 bis 1994 Mitglied der Vollversammlung der Handwerkskammer München und Oberbayern als zugewählter Sachverständiger.
Vom 1. August 1958 bis 31. Juli 1964 Geschäftsführer des Evangelischen Handwerkervereins von 1848 e. V., gleichzeitig stellvertretender Heimleiter; Ehrenmitglied seit 1982, goldene Ehrennadel 1983, 1986 bis 1990 stellvertretender Vorsitzender.
1. Juli 1964 bis 30. Juni 1997 Geschäftsführer des Evangelischen Arbeitskreises der CSU in Bayern. Referent der CSU-Landesleitung für verschiedene Aufgaben (zeitweise Sport, Gesundheitspolitik, Kommunalpolitik, Polizei, Sonderaufgaben). 1991 bis 1997 Geschäftsführer des Arbeitskreises Öffentlicher Dienst der CSU.
Vogelsgesang zählte zu den Unterstützern der für Menschenrechtsverletzungen in der Pinochet-Diktatur berüchtigten Colonia Dignidad in Chile und besuchte diese mehrmals, um später überaus wohlwollend darüber zu berichten. Nach seiner Aussage bei einer Anhörung des Bundestages 1988 zu den Vorwürfen gegen die Colonia Dignidad war Vogelsgesang zwischen 1978 und 1982 viermal jeweils für mehrere Tage dort (wie er betonte privat) zu Besuch. Er berichtete:„Ich hatte damals bei meinen Besuchen, und zwar bei allen Besuchen, ausgesprochen positive Eindrücke, die auch durch eine Menge späterer Besucher bestätigt wurden. Das geht bis in die Neuzeit. Unter anderem hatte damals auch der Herr Bossle sehr positiv darüber berichtet und Erklärungen abgegeben, die so weit gingen, daß er sogar den hier ständig genannten Herrn Schäfer außerordentlich lobte und ihm Durchstehvermögen wünschte. […] Nach dem, was ich in dieser deutschen Siedlung wahrnahm und sah,− es waren immer mehrere Tage, damals bei meinem ersten Besuch waren es fünf Tage, später zehn Tage – bestand kein Anlaß zu der Annahme, daß es dort Terror und Folterungen gebe.“ An anderer Stelle würdigte er besonders die in der Colonia gezeigte Verbundenheit mit bayerischer Tradition: „Man ist konservativ, denkt an Bayern, zeigt die Fahne mit Löwe und Raute, Hoffnung für Deutschland.“

## Kirchliche Arbeit
Aufbau der evangelischen Jugendarbeit in Landau ab 1945. Führend in den Schüler-Bibel-Kreisen, der nachmaligen Jugendwacht. Für diese Organisation der Reichstagung 1952 unter Leitung von Bundestagspräsident Dr. Hermann Ehlers in Landau.
Redaktion des Gemeindeblatts „Die Stiftskirche“ bis 1955.
Aufbau der Jugendarbeit des Evangelischen Handwerkervereins von 1848 e. V. in München in seinen Heimen Wichernhaus und Zöcklerhaus von 1956 bis 1965.
Aktiv in der Vorbereitung und Durchführung des Deutschen Evangelischen Kirchentags 1959 in München. Seither bei allen Kirchentagen aktiv.
Mitglied des Kirchenvorstands der Carolinenkirche in München-Obermenzing von 1972 bis 1984

## Politik
Seit 1. November 1951 Mitglied der CDU in Landau/Pfalz, gleichzeitig Kreisvorsitzender der Jungen Union bis 1955. Mit dem Umzug nach München 1955 Mitglied der CSU.
Vorsitzender des Evangelischen Arbeitskreises der CSU München von 1969 bis 1991, in deren Landesvorstand seit 1957. Vorsitzender der Kommunalpolitischen Vereinigung der CSU München von 1973 bis 1990.
Politische Mandate:
- 1960–1966: Mitglied des Bezirksausschusses im Stadtbezirk 9 (Wiesenviertel)
- 1966–1978: Vorsitzender des Bezirksausschusses 37 (Obermenzing)
- 1990–1992: Mitglied im Bezirksausschuss 37 (Obermenzing); 1992 Auflösung dieses Bezirksausschusses durch die Stadtbezirksneueinteilung
- 1966–1970: Mitglied des Bezirkstags von Oberbayern
- 1969–1990: Mitglied des Stadtrats der Landeshauptstadt München als Nachfolger des im Februar 1969 verstorbenen Walter Hopf. Geschäftsführer der CSU-Fraktion von 1969 bis 1984 und 1986 bis 1990, teilweise Pressesprecher der Fraktion. Zuletzt u. a. Mitglied des Wirtschaftsausschusses und des Sportausschusses, Sprecher der Fraktion im Verwaltungsausschuss. Verwaltungsbeirat für die Städtischen Bibliotheken und die Alliierten Streitkräfte.
- 1972–1978: Mitglied des Kulturausschusses des Deutschen Städtetags
- 1978–1984: Mitglied des Presseausschusses
- 1978–1990: Mitglied des Statistischen Ausschusses.
- Mitinitiator der Mitgliedschaft Münchens im Rat der Gemeinden Europas. Mitglied als Vertreter der Landeshauptstadt München, in den Hauptausschuss der Sektion gewählt. In den gleichen Funktionen Vertreter der CSU in Bayern von 1984 bis 1990.
- 1969–1984: Mitglied des Aufsichtsrats der Bayerischen Ferngas GmbH für die Landeshauptstadt München.

## Schloss Blutenburg und Internationale Jugendbibliothek
Sein größtes Verdienst erwarb sich Wolfgang Vogelsgesang durch die Initiative zur Bewahrung von Schloss Blutenburg im Münchner Westen vor dem Zerfall und die Unterbringung der Internationalen Jugendbibliothek als künftigen Nutzer des Schlosses ab 1983. Für diese Leistung wurde er vielfach ausgezeichnet.

## Auszeichnungen (Auswahl)
- 1964 München leuchtet – Den Freunden Münchens in Bronze
- 1978 München leuchtet – Den Freunden Münchens in Silber
- 1980 München leuchtet – Den Freunden Münchens in Gold
- 1982 Goldener Ehrenring der CSU-Stadtratsfraktion München
- 1984 Bayerischer Verdienstorden
- 1987 Kommunale Verdienstmedaille in Silber
- 1988 Goldene Ehrennadel der Deutschen Olympischen Gesellschaft
- 1990 Ehrenkreuz der Bundeswehr in Gold
- 1991 Goldene Ehrennadel der CSU
- 1992 Ehrenzeichen der 1. Gebirgsdivision
- 1994 Verdienstorden der Bundesrepublik Deutschland, I. Klasse
- 1997 Verdienstmedaille des Landes Rheinland-Pfalz
- 1999 Bezirksmedaille in Gold des Bezirks Oberbayern

## Veröffentlichungen
Wolfgang Vogelsgesang hat eine Vielzahl von Schriften und Büchern veröffentlicht, zumeist zunächst im Eigenverlag, später in dem von ihm gegründeten Erasmus-Grasser-Verlag.
Eine Auswahl:
- 1966: Hermann Ehlers – Ein Leben für das Vaterland
- 1967: Dag Hammarskjöld – Ein Leben für den Frieden
- 1967: Theodor Zöckler – Ein Leben für die Kirche
- 1979: Könnte aber jemand vergehen, an dem die Liebe teilgenommen hat? – Eine Reise durch Ostpreußen
- 1980: Leiden sind Lehren – Das Leben des Friedrich Jobst Volckamer von Kirchensittenbach
- 1984: Ohne Zorn und Eifer – Bericht einer Gefangenschaft, von Friedrich Jobst Volckamer von Kirchensittenbach
- 1985: Vietnam – Zehn Jahre danach, ein Reisebericht
- 1988: Obermenzing – Geschichte und Geschichten I
- 1990: Obermenzing – Geschichte und Geschichten II; ISBN 978-3925967221
- 1992: Blutenburg – Das Schloss und sein Umfeld in Geschichte und Gegenwart; ISBN 978-3925967245
- 1994: Blutenburg – Die Schlosskapelle Herzog Sigismunds; ISBN 978-3925967269
- 1997: Ivan Jakovlevic Bilibin – der russische Märchenbuchillustrator; ISBN 978-3925967290